# Tropidion zonapterum
Tropidion zonapterum là một loài bọ cánh cứng trong họ Cerambycidae.